# Louis-Alexandre Marnier-Lapostolle
Pour les articles homonymes, voir Marnier et Lapostolle.
Louis-Alexandre Marnier-Lapostolle, né Louis-Alexandre Marnier le 4 mars 1857 à Sancerre et mort le 29 janvier 1930 à Saint-Jean-Cap-Ferrat, est un homme d'affaires et industriel français.                          

## Biographie
Fils de Sylvain-Augustin Marnier, charron, et de Félicité Maréchal, Louis-Alexandre Marnier-Lapostolle est le créateur, en 1880, de la célèbre liqueur Grand Marnier, à base de liqueur d'oranges amères et de cognac,.
Il fonde en 1919 le domaine viticole du château de Sancerre, d'une surface de 55 hectares.
Il achète la villa Les Cèdres à Saint-Jean-Cap-Ferrat en 1924 et y crée un jardin botanique que son fils Julien (es), botaniste, va largement développer,.
En 2016, la société Marnier-Lapostolle (SPML), qui détient la majorité du Grand Marnier et qui était toujours détenue par les héritiers de Marnier-Lapostolle, est vendue à Campari.

## Distinctions
- Officier de la Légion d'honneur (1902)[7].
- Chevalier de la Légion d'honneur (1894)[7].
- Chevalier de l'ordre d'Isabelle la Catholique (1888)[7].